# ジピコリン酸
ジピコリン酸（ジピコリンさん、dipicolinic acid）は、細菌の芽胞の乾燥重量の5～15%を占める有機化合物である。芽胞が持つ耐熱性に関係した物質と考えられている 。
しかしながら、ジピコリン酸が欠乏しているが耐熱性をもつ変異種が分離されており、他の耐熱機構が存在することが示唆されている。
好気性バシラス属と嫌気性クロストリジウム属の2つの細菌の属が芽胞を作ることが知られている。
ジピコリン酸は、納豆に含まれ、抗菌作用を有し、溶連菌、ビブリオ、O-157などへの強い抗菌効果が認められている。納豆湿質量100gに対し20mg前後のジピコリン酸が含まれている。